# Haigler (Nebraska)
Haigler je selo u američkoj saveznoj državi Nebraska. Prema popisu stanovništva iz 2010. u njemu je živjelo 158 stanovnika.